# Brăești (Iași)
Brăeşti é uma comuna romena localizada no distrito de Iaşi, na região de Moldávia. A comuna possui uma área de 53.21 km² e sua população era de 3210 habitantes segundo o censo de 2007.